# Otis Redding
Otis Redding (n. 9 septembrie 1941 – d. 10 decembrie 1967) a fost un cântăreț de soul american.

## Discografie
Albume de studio
- Pain in My Heart (1964)
- The Great Otis Redding Sings Soul Ballads (1965)
- Otis Blue: Otis Redding Sings Soul (1965)
- The Soul Album (1966)
- Complete & Unbelievable: The Otis Redding Dictionary of Soul (1966)
- King & Queen (1967)

Albume postum
- The Dock of the Bay (1968)
- The Immortal Otis Redding (1968)
- Love Man (1969)
- Tell the Truth (1970)

## Legături externe
- Site oficial
- Otis Redding la Internet Movie Database